# Georgie Cupidon
Georgie Winsley Cupidon (* 10. November 1981 in Victoria) ist ein Badmintonspieler von den Seychellen. 

## Karriere
Georgie Cupidon nahm 2008 im Mixed an Olympia teil. Er verlor dabei gleich in der ersten Runde und wurde somit 9. in der Endabrechnung. 2006 und 2007 gewann er die Afrikameisterschaft, im letztgenannten Jahr auch die Afrikaspiele.

## Sportliche Erfolge
| Saison | Veranstaltung           | Disziplin    | Platz | Name |
| ------ | ----------------------- | ------------ | ----- | --- |
| 1999   | Kenya International     | Mixed        | 1     | Georgie Cupidon / Juliette Ah-Wan                                                                                                   |
| 2003   | Afrikaspiele            | Mannschaft   | 3     | Seychellen (Cynthia Course, Juliette Ah-Wan, Catherina Paulin, Nicholas Jumaye, Steve Malcouzane, Georgie Cupidon)                  |
| 2006   | Mauritius International | Mixed        | 2     | Georgie Cupidon / Juliette Ah-Wan                                                                                                   |
| 2006   | Afrikameisterschaft     | Mixed        | 1     | Georgie Cupidon / Juliette Ah-Wan                                                                                                   |
| 2006   | Afrikameisterschaft     | Herrendoppel | 3     | Georgie Cupidon / Steve Malcouzane                                                                                                  |
| 2007   | Afrikaspiele            | Mixed        | 1     | Georgie Cupidon / Juliette Ah-Wan                                                                                                   |
| 2007   | Mauritius International | Mixed        | 2     | Georgie Cupidon / Juliette Ah-Wan                                                                                                   |
| 2007   | Afrikameisterschaft     | Mixed        | 1     | Georgie Cupidon / Juliette Ah-Wan                                                                                                   |
| 2007   | Afrikameisterschaft     | Herrendoppel | 2     | Georgie Cupidon / Steve Malcouzane                                                                                                  |
| 2007   | Afrikameisterschaft     | Mannschaft   | 1     | Seychellen (Juliette Ah-Wan, Georgie Cupidon, Cynthia Course, Catherina Paulin, Shirley Etienne, Nicholas Jumaye, Steve Malcouzane) |
| 2008   | Kenya International     | Herrendoppel | 1     | Georgie Cupidon / Steve Malcouzane                                                                                                  |
| 2009   | Afrikameisterschaft     | Mixed        | 2     | Georgie Cupidon / Juliette Ah-Wan                                                                                                   |
| 2009   | Afrikameisterschaft     | Herrendoppel | 3     | Georgie Cupidon / Steve Malcouzane                                                                                                  |
| 2012   | Mauritius International | Mixed        | 1     | Georgie Cupidon / Cynthia Course |